# Eumorpha analis
Eumorpha analis är en fjärilsart som beskrevs av Rothschild och Jordan 1903. Eumorpha analis ingår i släktet Eumorpha och familjen svärmare. Inga underarter finns listade i Catalogue of Life.

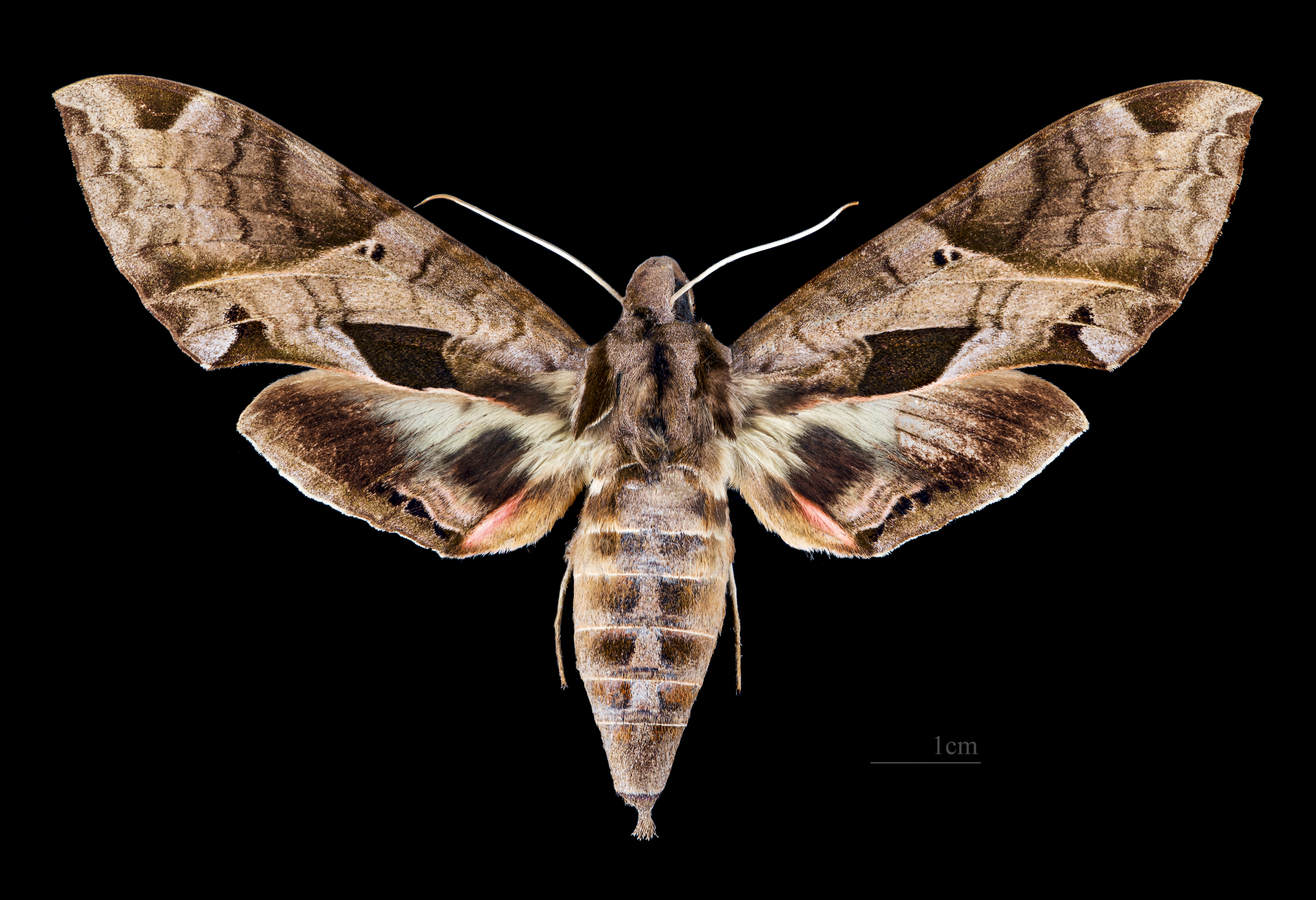
Eumorpha analis ♀
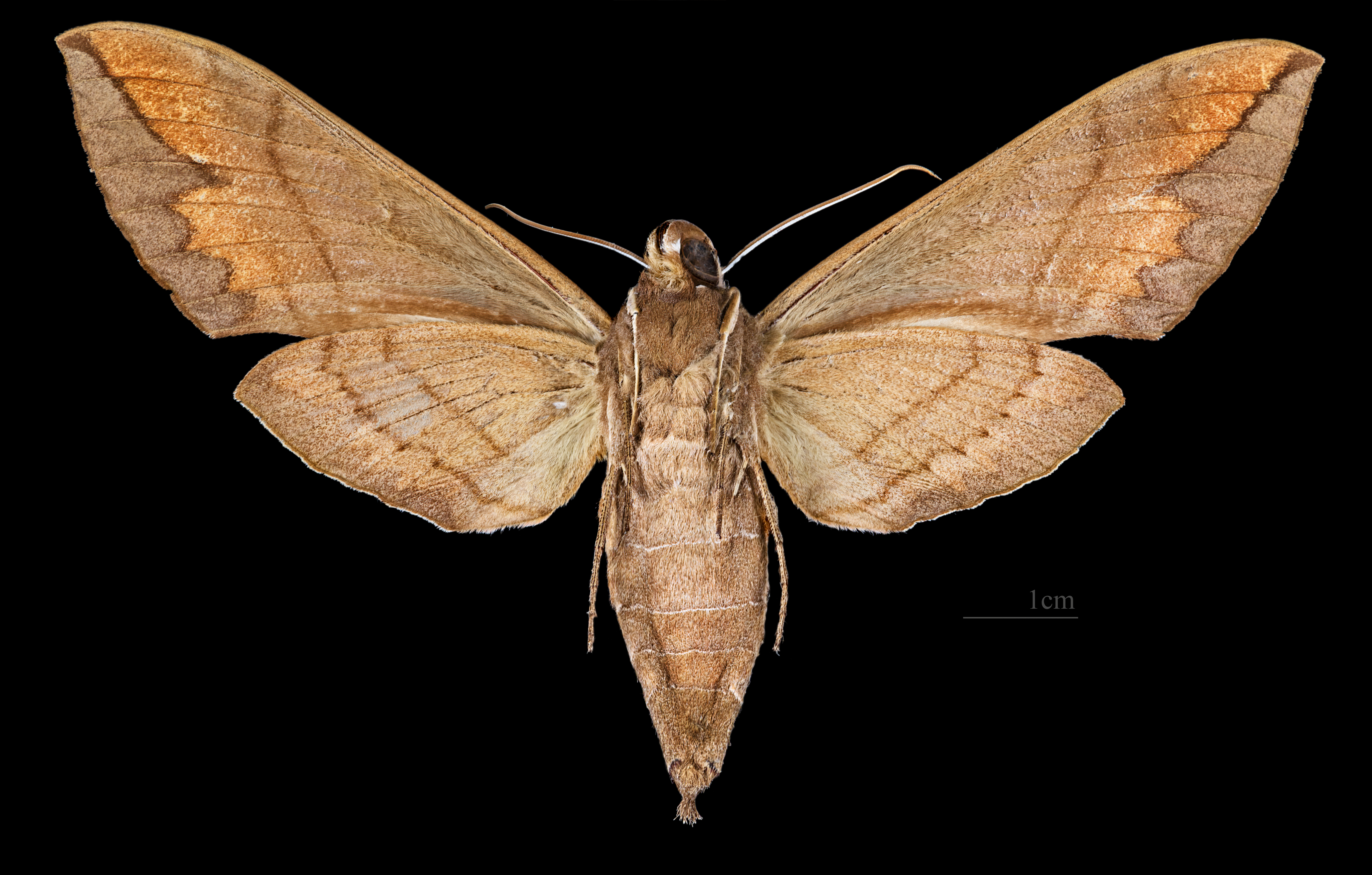
Eumorpha analis ♀ △